# ニコラ・ボアロー＝デプレオー

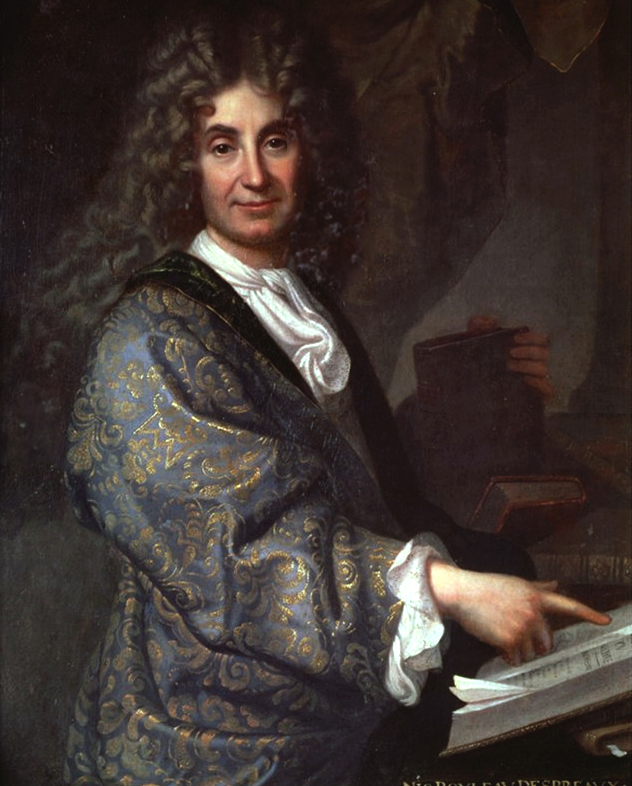
ニコラ・ボアロー＝デプレオーフランソワ・ジラルドン作

ニコラ・ボアロー＝デプレオー（Nicolas Boileau-Despréaux, 1636年11月1日 - 1711年3月13日）は、フランスの詩人・批評家。

## 生涯
パリ高等法院書記の子として生まれ、法律を学び1656年に弁護士となったが、翌年父の死に会い、残された遺産で文学趣味を追うことができる身分となった。サロンに出入りして、ラ・フォンテーヌ、モリエール、ラシーヌと交わり、1677年には王室史料編纂官に任ぜられた。1687年のこと、ペローがアカデミーの会合でルイ14世をたたえる詩を読むや席を蹴って立ち、このことから古代人と近代人の優劣をめぐる論戦が始まった。ボアローは『ロンギノス考』（Réflexions sur Longin, 1694年）で近代派に答えたが、アントワーヌ・アルノーの斡旋でペローと和解した。

## フランス文学への貢献
風俗を批判し、当時流行したプレシオジテ（Préciosité)や理屈ばかり達者な俗流詩人を痛撃する詩人としての彼の本領は『風刺詩集』（les Satires, 1666年）、『書簡詩』（les Epîtres, 1668年来）や『譜面台』（le Lutrin,1674-83年）のような詩集にあらわれる。難しい作詩技術の名手だったが、天才の力強さと官能は欠けていた。ボアローが疑いもなく功績を主張できるのは、批評家としてである。フランス古典文学が揺籃期にあるとき、モリエールなどの新運動を痛烈忘れがたい機知をもって援助し、理論書『詩法』（l'art poétique, 1674年）などを書いて気取りと因襲の古い技巧派が無価値なことと、同時代人の業績の優れていることを読書階級に印象づけた。ボアローは作詩するものの守るべき、一般的な美学の原則を定めようと試み、彼自身の所属する古典派の基本原則を「自然」、「理性」、「真実」であるとした。そこで理性の選択を経た自然の模倣、普遍性を保証するための古代の模倣、作家の推敲への努力・忍耐を説いた。異常なものを嫌悪し、常識と秩序を好むボアローは、中産階級フランスの代表として語っていたといえよう。彼は全ヨーロッパの趣味の裁決者であり、生前その権威は揺るぎなかったが、今では失われた伝統の守護者、フランス語の格言として取り入れられたいくつかの見事な詩句の作者としてわずかに記憶されている。それでも、ある短い書簡詩（風刺詩の第9）にある「みずからの精神に」との言葉は、時代を超えてフランス文学に脈打つ明晰さと良識を完璧に表現している。

## 翻訳
- 『諷刺詩』守屋駿二訳 岩波書店 1987年（全12篇のうち初期作9篇のみ訳している）
- 『詩法』守屋駿二訳 人文書院 2006年